# Traité de Christburg
Le traité de Christburg est un traité de paix signé le 2 février 1249 entre les clans prussiens païens, représentés par un légat du Pape, et les chevaliers teutoniques. Il est souvent cité comme la fin du soulèvement des Vieux-Prussiens, mais il n'a jamais été respecté, spécialement après la bataille de Krücken en novembre 1249 où les Prussiens torturèrent et massacrèrent 54 chevaliers qui s'étaient rendus. Le traité garantissait les droits de tous les Prussiens convertis au christianisme. Mais, peu de Prussiens souhaitant se convertir et les chevaliers teutoniques ayant juré d'éradiquer le paganisme, ce traité ne fut pas réellement une avancée pour la paix. C'est l'un des rares documents de la période à avoir survécu jusqu'à nos jours. Il fournit un aperçu de la vie et des tensions religieuses dans la Prusse païenne. Il offre également un petit aperçu de la mythologie et des traditions prussiennes.

## Contexte
En 1230, les chevaliers teutoninques, un ordre militaire chrétien, s'établit dans la région de Chełmno et commence sa croisade contre les Prussiens. En 1241, cinq des sept clans prussiens principaux se sont rendus. Puis la première révolte prussienne éclata. Les Prussiens forgèrent une alliance avec Swietopelk II de Poméranie, un duc polonais qui s'était querellé avec les chevaliers teutoniques à propos de la succession en Poméranie. Les rebelles furent d'abord victorieux, et les chevaliers ne conservèrent que cinq de leurs citadelles. Cependant, Swietopelk perdit plusieurs batailles et fut contraint d'accepter un armistice. Des renforts, encouragés par le pape, arrivèrent de Germanie pour aider les chevaliers teutoniques à maîtriser la révolte.
En 1246, le pape Innocent IV envoya le futur Urbain IV comme légat pour mener une médiation entre les belligérants. Mais il ne put y parvenir avant 1248. En septembre 1248 de la même année, Swietopelk accepta une trêve et signa un traité de paix le 24 novembre 1248. Les Prussiens, abandonnés par leur plus grand soutien, acceptèrent des négociations. Comme le pape se considérait le suzerain des Prussiens, le légat signa le traité au nom du pape et des Prussiens. Bien que seuls les Pomésaniens acceptèrent le traité, il fut également signé au nom des Warmiens et des Natangiens. Le traité fut signé à Christburg (Dzierzgon actuelle) que les chevaliers teutoniques avaient bâtie sur le site d'une forteresse pomésanienne capturée le 24 décembre 1247.

## Termes du traité
Le préambule précisait que les chevaliers teutoniques avaient rompu leurs promesses aux papes précédents de respecter les convertis et de garantir leur liberté. . Ils pouvaient hériter, acquérir et échanger des propriétés foncières et des propriétés personnelles. Les ventes de propriétés foncières étaient possibles uniquement entre personnes de la même nationalité, mais les chevaliers teutoniques touchaient une partie des produits de ces ventes. La propriété pouvait être léguée non seulement aux fils, comme précédemment, mais aussi aux filles et autres parents proches. L'attention portée à la propriété semble suggérer que les chevaliers teutoniques n'avaient pas pour habitude de la respecter. Il a également été offert aux convertis la possibilité de devenir prêtres ou moines, et ceux d'origine noble pouvaient même espérer devenir chevalier, la même fraternité que les chevaliers teutoniques. Les convertis avaient également le droit de poursuivre et d'être poursuivi par les tribunaux séculaires et religieux conformément à la loi polonaise. Les droits étaient garantis tant que la personne observait les rites catholiques et n'avait pas commis de péché, ce qui laissait suffisamment de latitude aux chevaliers teutoniques pour abuser de leurs prérogatives.
Les Prussiens se virent interdire la polygamie, seul un mariage religieux suivant le rite catholique étant reconnu. Vendre ou acheter des femmes pour mariage était interdit ainsi que le mariage avec des femmes apparentées à moins de quatre degrés. Quelques rituels païens furent expressément condamnés : le culte de Curche, le dieu des moissons ; le maintien des prières païennes (Tulissones vel Ligaschones), qui faisaient partie de certains rituels funéraires ; la crémation des morts avec des chevaux, des personnes, des armes ou autres propriétés.
Il était demandé aux Prussiens de construire treize églises en Pomésanie, six en Warmie et trois en Natangie en moins de six mois. Les églises devaient être si belles que les païens devaient préférer prier en ces lieux que dans la forêt. Il fut également demandé aux Prussiens de payer un tribut annuel en grains et de participer aux campagnes armés des chevaliers teutoniques en apportant leurs propres armes et leur propre nourriture. Les alliances des différents clans prussiens contre les chevaliers teutoniques étaient expressément interdites.

## Suites
Le traité ne s'adressant pas aux besoins des Prussiens qui ne souhaitaient pas se convertir, ceux-ci se révoltèrent de nouveau rapidement. En novembre 1249, les chevaliers teutoniques subirent une grave défaite à Krücken . De nombreux combats suivirent et Swietopelk offrit son aide. La guerre se termina en 1253, cette date étant parfois citée comme la fin de la première révolte prussienne.